# 次长
次長或次官（英語：Undersecretary）在部分民主國家的政治體制中，是政治任命的內閣閣員，或其他政府高官的資深助理，以及政府部門的第二把手或第三把手。中華民國、日本、韓國及英聯邦王國等政府亦設有次長職位（中文 : 次長；日语：／ Jikan；：／ Cha-gwan），官方英譯均為，相當於副部長或副大臣。

## 美國
在美國聯邦政府體制中，各部次長或國務次卿（Under Secretary of State）屬高級官員，地位僅次於副部長或副國務卿。他們是專職政府官員，非由政治任命，是某局處機構的首長（局長），如美國國防部轄下的國防情報局，或者是在某一部門中專責某一政策範疇，如美國國務院下專責管理的國務次卿。
國務卿與國務次卿的分工是，國務卿提供願景和方向，而國務次卿負責部門的運作，有如商業機構的營運總監。

## 英國
在英國的政治制度中，Undersecretary有兩種含意：
- 政務次官（ 或稱為 ）－是來自執政黨的國會議員，委任來協助大臣施政，其地位次於內閣大臣（Secretary of State）和國務大臣（Minister of State）但高於政務私人秘書（Parliamentary Private Secretary），其職位亦被視為向政治台階更進一步的踏腳石。執政黨由於選舉下野時政務次官根據慣例應當卸任，下一任由新任執政黨任命。
- 常任秘書長（ 簡稱 ）－是公務員，是文官中的最高等級。常務次官應保持政治中立，負責政府部門的運作及執行政策，執政黨由於選舉下野時常任秘書長原則上繼續留任，因此稱爲“常任”（Permanent）。

## 中華民國
中華民國在大陸時期就設立「次長」一職作為副部長之稱，並在遷往臺灣後沿用至今。現今中華民國政府的編制當中，各部部長之下設有2名「政務次長」（Deputy Minister）、1名「常務次長」（Vice Minister），前者屬於政治任命的政务官，簡稱政次；後者則是依據國家考試所任用的常任文官，簡稱常次。
不過，國防部是當中的唯一例外，不設政務次長而以軍政、軍備副部長取代，為上将職缺，軍政副部長可派文官擔任，並有2名常務次長，由現役中將軍官擔任。另設有由上將擔任的參謀總長（相當於軍令副部長）一職。

## 香港
按2007年10月17日香港特別行政區政府《進一步發展政治委任制度報告書》，如副局長等政治委任制度，目的是進一步發展問責制。任命政治班子，作精英培訓，是為了有系統地補充香港政治人才的欠缺，也為香港漸進式實現全民普選作棋局式部署。其新設的副局長和政治助理職位類似英國的政務次官。
2008年5月20日，香港行政長官公布8位副局長名單，5月22日公報首批9位政治助理。兩份名單合共委任了17位香港政治新鮮人進入香港政府高層位置，接受實務在職培訓，為未來的「全面普選」接班作準備。巧合的是，連續四屆政府均先後聘請合共4名曾任職無線電視新聞部的前記者作政治助理，箇中原因則不得而知。